# Zelotes incertissimus
Zelotes incertissimus este o specie de păianjeni din genul Zelotes, familia Gnaphosidae, descrisă de Caporiacco, 1934.
Este endemică în Libya. Conform Catalogue of Life specia Zelotes incertissimus nu are subspecii cunoscute.